# Astrodontium canariense
Astrodontium canariense là một loài Rêu trong họ Leucodontaceae. Loài này được (Brid.) Schwägr. mô tả khoa học đầu tiên năm 1824.